# The Story Museum
The Story Museum är ett museum i Oxford i England. Museet drivs i ideell form och har som mål att främja utbildning och stödja lokalt engagemang genom att utforska alla former av berättande.
Museet grundades 2003 och var till en början ett virtuellt museum, utan egna lokaler. Det samordnade flera projekt och utställningar, i samarbete med författare och illustratörer som Michael Morpurgo, Terry Pratchett, Philip Pullman, Jacqueline Wilson och Quentin Blake.
Efter en större privat donation 2009 flyttade museet till sina nuvarande lokaler i Rochester House på 42 Pembroke Street i Oxford, nära Pembroke College och Christ Church, där J.R.R. Tolkien respektive Lewis Carroll verkade. Med hjälp av ytterligare donationer har museet successivt byggt ut den permanenta utställningen. The Story Museum koordinerar Alice's Day i Oxford, den första lördagen i juli, till minne av den första gången Alice i Underlandet berättades av Lewis Carroll, den 4 juli 1862. Museet arrangerar även författarevenemang, barnaktiviteter och drop-in-evenemang, samt samverkansprojekt med skolor i Oxfordshire och övriga England.
En större renovering genomfördes från 2018 till 2020. Återöppningen av museets lokaler försenades på grund av restriktioner orsakade av COVID-19-pandemin, men museet öppnade åter 2020 för digitala evenemang.